# Suna
Suna nebo Sun (rusky Суна nebo Сун) je řeka v autonomní Karelské republice v severozápadním Rusku. Je dlouhá 280 km. Povodí řeky je 7670 km².

## Průběh toku
Za začátek řeky se bere její odtok z jezera Kivi-Jarvi v Západokarelské vysočině. Protéká přes několik jezer, z nichž největší jsou Rovk-Navolockoje, Gimolskoje, Sundozero, Pandozero a Koštomozero. Mezi jezery překonává téměř 50 peřejí a vodopádů (Poor-Porog, Girvas, Kivač). Ústí do Kondopožského zálivu Oněžského jezera.

## Vodní režim
Zdrojem vody jsou převážně sněhové srážky. Průměrný roční průtok vody ve vzdálenosti 30 km od ústí činí 66 m³/s.

## Využití
Je splavná pro vodáky. Dolní část toku je vedena Pioněrným kanálem ke Kondopožské vodní elektrárně.